# Hans von Sydow (General, 1790)
Hans Karl Wilhelm Ernst von Sydow (* 23. Januar 1790 in Stolp; † 30. Dezember 1853 in Berlin) war ein preußischer Generalmajor sowie Herr auf Fauljobbe (Kreis Lüben).

## Leben

### Herkunft
Seine Eltern waren der General Hans Joachim Friedrich von Sydow (1762–1823) und dessen erste Ehefrau Josepha Johanna, geborene Peyrennit l’Escun (1761–1829).

### Militärkarriere
Sydow trat 1803 als Standartenjunker in das Husarenregiment „von Blücher“ der Preußischen Armee ein. Dort wurde er am 27. Mai 1806 Kornett und nahm während des Vierten Koalitionskrieges an der Schlacht bei Auerstedt sowie den Gefechten bei Lychen, Waren und Criwitz teil. Nach dem Krieg kam er am 21. Dezember 1807 in das Pommerische Husaren-Regiment und avancierte mit Patent vom 26. Mai 1806 zum Sekondeleutnant.
Von 1810 bis 1811 war Sydow zur weiteren Ausbildung an die Allgemeine Kriegsschule in Berlin kommandiert und wurde am 26. September 1811 in das Regiment der Gardes du Corps versetzt. Dort stieg er bis Mitte Mai 1813 zum Stabsrittmeister auf. Während der Befreiungskriege erwarb er sich in der Schlacht bei Großgörschen das Eiserne Kreuz II. Klasse. Ferner kämpfte er in den Schlachten bei Bautzen, Leipzig, Paris und dem Gefecht bei Haynau. Am 9. Januar 1815 wurde er zum Rittmeister befördert.
Am 15. November 1817 wurde Sydow Major und am 24. Dezember 1817 Eskadronchef. Am 13. Mai 1818 wurde er etatsmäßiger Stabsoffizier. Als Kommandeur ad Interim kam er am 12. März 1822 in die Lehr-Eskadron, am 18. Juni 1822 wurde er als solcher bestätigt. Am 13. Oktober 1824 kehrte Sydow in das Regiment Gardes du Corps zurück. Am 18. Januar 1825 wurde er in den Johanniterorden aufgenommen und im Jahr 1828 mit dem Dienstkreuz ausgezeichnet. Am 30. März 1831 beauftragte man ihn mit der Führung des 7. Kürassier-Regiments und ernannte Sydow am 10. Februar 1832 zum Regimentskommandeur. Daran schloss sich ab dem 30. März 1832 eine Verwendung als Kommandeur des Garde-Kürassier-Regiments an. In dieser Eigenschaft avancierte er am 30. März 1833 mit Patent vom 9. April 1833 zum Oberstleutnant sowie am 30. März 1835 mit Patent vom 16. April 1835 zum Oberst. Außerdem wurde Sydow am 22. April 1833 mit dem Orden der Heiligen Anna II. Klasse mit Diamanten, am 19. Januar 1834 mit dem Roten Adlerorden III. Klasse mit Schleife, am 26. November 1834 mit dem Sankt-Stanislaus-Orden II. Klasse sowie am 8. Juni 1838 mit dem Orden des Heiligen Wladimir III. Klasse ausgezeichnet. Unter Verleihung des Charakters als Generalmajor nahm Sydow am 4. Januar 1840 seinen Abschied mit einer jährlichen Pension von 1750 Talern. Am 2. September 1845 wurde er mit seiner bisherigen Pension zur Disposition gestellt. Er starb am 30. Dezember 1853 in Berlin und wurde am 3. Januar 1854 auf dem Garnisonfriedhof beigesetzt.
Im Jahr 1829 schrieb Herzog Karl von Mecklenburg in seiner Beurteilung: „Sehr tüchtig für die Detailausbildung, etwas hohe Meinung von sich selbst und Eigensinn machen ihm einen Vorgesetzten von konsequenter Festigkeit nötig“.

### Familie
Sydow heiratete am 6. April 1815 in Berlin Nannette Henriette Emilie von Zawadzky (* 18. Juni 1796; † 9. September 1882), eine Tochter des Generalmajors Heinrich von Zawadzky.